# Tranvia Este-Sant'Elena
La tranvia Este-Sant'Elena nacque agli inizi del XX secolo con l'obiettivo principale di collegare la città di Este con la sua stazione, posta lungo la ferrovia Mantova-Monselice, e con quella di Sant'Elena, sita sulla ferrovia Padova-Bologna.

## Storia
La linea venne inaugurata il 15 luglio 1906.
Realizzata a scartamento normale con rotaie tipo Vignoles e Phoenix, la tranvia elettrificata alla tensione continua di 550 V, fornita da una piccola centrale idroelettrica costruita nel 1895 a Battaglia Terme e che dal 1896 alimentava anche l'illuminazione pubblica di Este.
L'impianto svolse regolare servizio a cura del comune di Este, pur penalizzata da proventi non in grado di sostenere le spese: secondo una statistica del 1905-1906, per ogni 100 Lire "di prodotto" venivano spese 105,24 Lire.
Dopo neanche trent'anni di attività la linea cessò di funzionare, soppressa nel 1934.

## Percorso

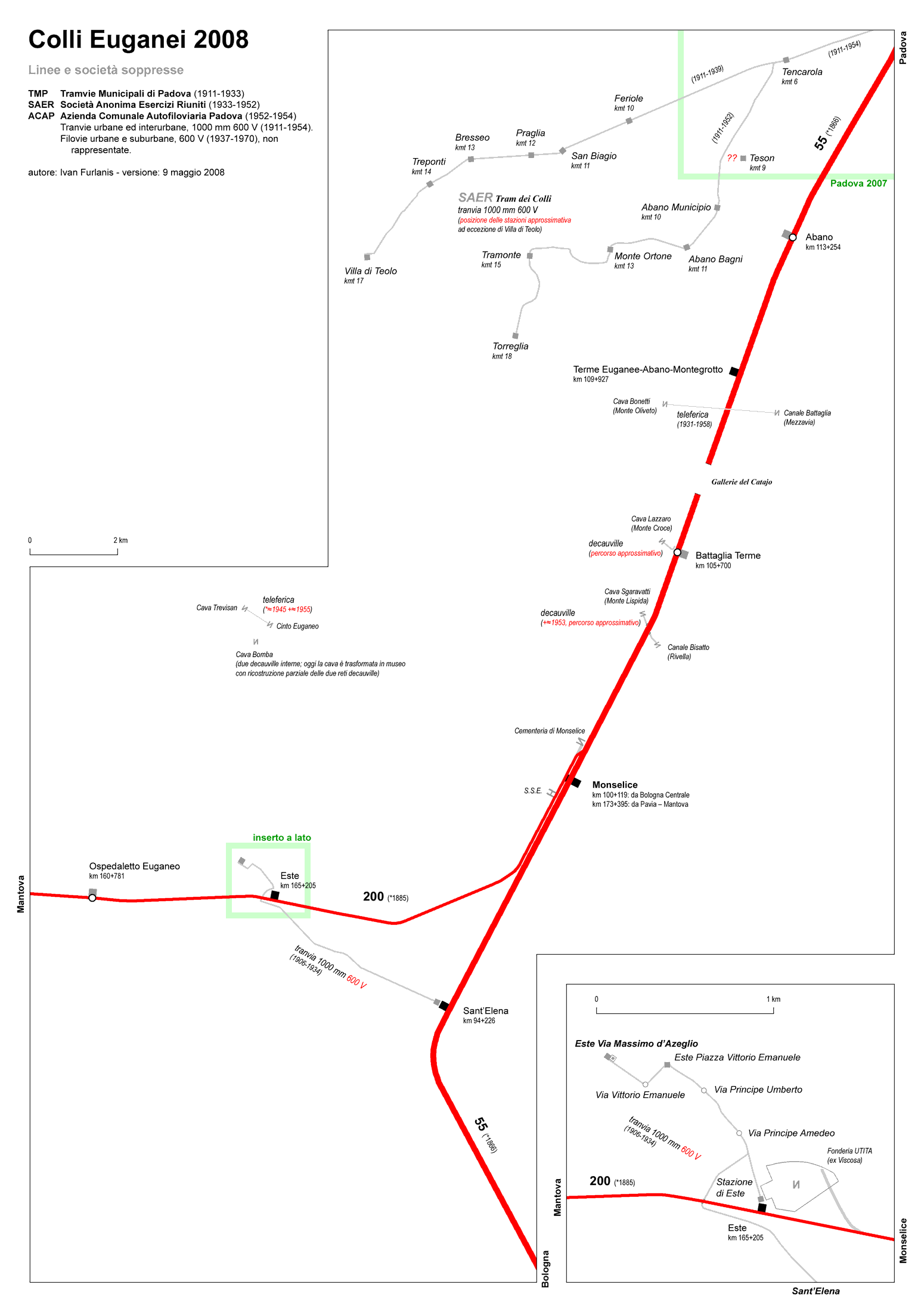
Mappa con evidenziata l'ubicazione della tranvia

Il deposito venne stabilito ad Este nei pressi della chiesa di San Francesco in via Massimo d'Azeglio. Da qui proseguiva per via Vittorio Emanuele, piazza Vittorio Emanuele, via Principe Umberto e via Principe Amedeo.
La linea si diramava dunque in due tronchi: uno proseguiva fino al termine di via Principe Amedeo terminando di fronte alla stazione di Este, l'altro invece piegava per via Cesare Battisti, sottopassava la ferrovia ed imboccava le vie Deserto e stazione di Sant'Elena, impianto in prossimità del quale faceva capolinea.
La lunghezza da via Massimo d'Azeglio a Sant'Elena era di circa 6,5 km mentre la diramazione per la stazione di Este era lunga 300 m.
L'orario del 1911 prevedeva 17 corse, tutte transitanti per la stazione di Este, con tempo di percorrenza di 25 minuti; la prima corsa partiva da via Massimo d'Azeglio alle 5:09, l'ultima arrivava alle 1:00. Una coppia in tarda mattinata era limitata tra piazza Vittorio Emanuele e Sant'Elena.
| Unknown route-map component "uexKBHFa" |

| Unknown route-map component "uexHST" |

| Unknown route-map component "uexBHF" |

| Unknown route-map component "uexHST" |

| Unknown route-map component "uexHST" |

|  |  | Unknown route-map component "uexABZgl+l" | Unknown route-map component "uexSTR+r" |  |

|  |  | Unused straight waterway | Unknown route-map component "uexKBHFe" |  |

|  | Unknown route-map component "CONTgq" | Unused waterway under railway bridge | Station on transverse track | Unknown route-map component "CONTfq" |

| Unused straight waterway |

| Unused straight waterway |

| Unknown route-map component "uexKBHFe" |

|  | Unknown route-map component "CONTgq" | Station on transverse track | Transverse track | Unknown route-map component "CONTfq" |

## Materiale rotabile
Per il servizio vennero acquistate 2 elettromotrici tranviarie a 2 assi dal 26 kW e 2 da 53 kW con due rimorchi al traino.
Pochi i documenti fotografici che ritraggono i tram bidirezionali a due assi con cassa a sei moduli e dotati di asta e rotella.